# Station Argopuro
Argopuro is een spoorwegstation in Klatak, Kalipuro, Banyuwangi in de Indonesische provincie Oost-Java.

## Bestemmingen
- Kereta api Probowangi: naar Station Probolinggo en Station Banyuwangi Baru
- Kereta api Pandanwangi: naar Station Jember en Station Banyuwangi Baru